# Mémorial du génocide de Ntarama
Le mémorial du génocide de Ntarama est situé sur l'emplacement de l'ancienne église de Ntarama, à 25 km au sud de Kigali au Rwanda, et commémore le Génocide des Tutsi au Rwanda de 1994.
Près de 5 000 tutsis ont été massacrés dans et autour de cette ancienne église.
Les restes de victimes y sont enterrés.

## Emplacement
| \| 150 km1:3 445 000 \| Kibuye Gisenyi Bisesero Ntarama Kigali Nyamata Murambi Rusiga |
| 150 km1:3 445 000                                                                     |

| 150 km1:3 445 000 |

| Mémoriaux du génocide des Tutsis au Rwanda |
| (2018) Année d'inauguration                |

Le mémorial est basé sur le domaine d'une ancienne église qui est à environ 25 km au sud du centre-ville de Kigali au Rwanda et commémore le Génocide des Tutsi au Rwanda de 1994. Ce mémorial est l'un des principaux sites commémoratifs nationaux qui commémorent le Génocide des Tutsi au Rwanda. Quelques autres sont le Centre commémoratif de Murambi, le Centre commémoratif du génocide de Bisesero, le Mémorial du génocide à Kigali et le Mémorial de Nyarubuye. Il en existe plus de 250 enregistrés au Rwanda.

## Histoire
Le génocide commence en avril 1994.

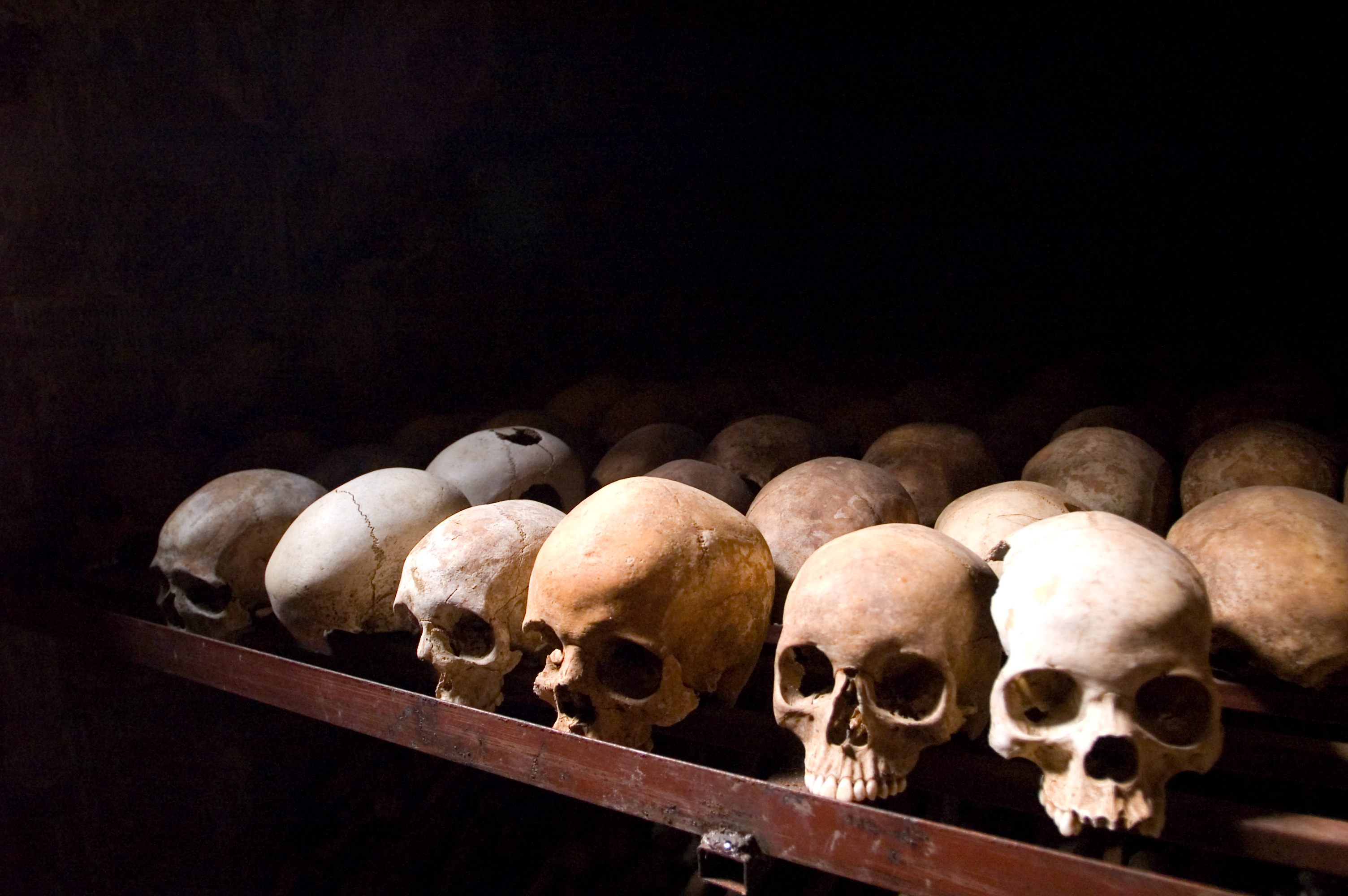
Crânes humains au mémorial du génocide de Nyamata

De nombreux Tutsi se sont rassemblés à l'église de Ntarama ; car les églises étaient considérées comme un lieu sûr. Environ 4 500 personnes s'y sont rassemblées et les femmes et les enfants s'y sont enfermés.
Les murs de l'église montrent aujourd'hui comment les auteurs du génocide ont fait des trous afin que des grenades puissent être lancées dans l'église. Aussi, les personnes à l'intérieur ont été abattues ou tuées à coups de machette.
La plupart des restes ont été enterrés, mais des vêtements et des cartes d'identité sont restés. Les cartes d'identité étaient celles qui identifiaient les gens comme tutsis, hutus, twa.